# Odontopeltis proxima
Odontopeltis proxima är en mångfotingart som beskrevs av Filippo Silvestri 1895. Odontopeltis proxima ingår i släktet Odontopeltis och familjen Chelodesmidae. Inga underarter finns listade i Catalogue of Life.